# آزمون الکترومغناطیس
آزمون الکترومغناطیس (به انگلیسی: Electromagnetic testing) یکی از روش‌های آزمون‌های غیر مخرب است.
در این روش با استفاده از یک میدان مغناطیسی متغیر در یک ماده رسانا جریان الکتریکی گردابی القا می‌شود و این جریان الکتریکی اندازه‌گیری می‌شود. وجود گسستگی‌هایی مانند ترک در ماده باعث ایجاد وقفه در این جریان می‌شود و بدین طریق می‌توان به وجود چنین عیبی پی برد. در ضمن مواد مختلف دارای رسانایی الکتریکی نفوذپذیری متفاوتی هستند؛ بنابراین می‌توان بعضی از مواد را با این روش رده‌بندی نمود.